# Jaratkaru (Rishi)
Jaratkaru (Sanskrit जरत्कारु, jaratkāru) ist ein Rishi der indischen Mythologie. Der Mythos des Jaratkaru thematisiert den Widerspruch zwischen dem Ideal der Askese und dem im  Brahmanismus praktizierten Ahnenkult.
Jaratkaru stammt aus der Familie der Yayavara, die für ihre strenge Ausübung der von ihren Mitgliedern geleisteten Gelübde bekannt ist, er führt ein einsiedlerisches Leben. Eines Tages sieht er seine Vorfahren und diese teilen ihm mit, dass sie in die Hölle stürzen würden, sofern er nicht heirate. An sein Gelübde gebunden kann er nur eine Frau heiraten, die denselben Namen wie er trägt und ihm als Almosen dargebracht wird, um es zumindest der äußeren Form nach nicht zu brechen. Er trifft bei seiner Suche auf Vasuki, den König der Nagas, der eine Schwester namens Jaratkaru hat und diese Jaratkaru als Almosen überlässt. Da sie ihn in seiner Meditation stört, verlässt er seine bereits schwangere Frau. Sie bringt den Sohn Astika zur Welt, wodurch die Ahnen Jaratkarus erlöst werden.